# 2009 في ألمانيا
فيما يلي قوائم الأحداث التي وقعت خلال عام 2009 في ألمانيا.

## أحداث
- 11 مارس – حادثة مدرسة وينيندين

## سياسة

### تعيين في المنصب
- 1 يناير – كريستيان ليندنر الأمين العام للحزب الديمقراطي الحر ‏،عضو في البوندستاغ الألماني.
- 10 فبراير – كارل تيودور تسو غوتنبرغ وزير اتحادي  [لغات أخرى]‏،عضو في البوندستاغ الألماني،وزير الدفاع الألماني.
- 27 أكتوبر – أنغيلا ميركل عضو في البوندستاغ الألماني.
- 27 أكتوبر – أولاف شولتس عضو في البوندستاغ الألماني.
- 27 أكتوبر – باربرا هندريكس عضو في البوندستاغ الألماني.
- 27 أكتوبر – بريغيته تسيبريس عضو في البوندستاغ الألماني.
- 27 أكتوبر – بيير شتاينبروك عضو في البوندستاغ الألماني.
- 27 أكتوبر – توماس دي ميزير عضو في البوندستاغ الألماني،وزير الداخلية الاتحادي.
- 27 أكتوبر – زيغمار غابرييل عضو في البوندستاغ الألماني،رئيس الحزب الديمقراطي الاجتماعي الألماني ‏.
- 27 أكتوبر – فرانس جوزف يونغ عضو في البوندستاغ الألماني.
- 27 أكتوبر – فرانك-فالتر شتاينماير عضو في البوندستاغ الألماني.
- 27 أكتوبر – كاترين غورنغ إيكارت عضو في البوندستاغ الألماني.
- 27 أكتوبر – مانفريد بيرنس عضو في البوندستاغ الألماني.
- 27 أكتوبر – نوربرت لامرت رئيس البوندستاغ.
- 27 أكتوبر – هانز بيتر فريدرش عضو في البوندستاغ الألماني.
- 27 أكتوبر – هربرت بيرنس عضو في البوندستاغ الألماني.
- 27 أكتوبر – هوبرتوس هايل عضو في البوندستاغ الألماني.
- 28 أكتوبر – أنيته شافان الوزير الاتحادي للتعليم والبحث ‏.
- 28 أكتوبر – أورسولا فون دير لاين وزير اتحادي  [لغات أخرى]‏.
- 28 أكتوبر – رونالد بوفالا الوزير الاتحادي للشؤون الخاصة.
- 28 أكتوبر – غيدو فيسترفيله نائب المستشار، وزير الخارجية.
- 28 أكتوبر – فولفغانغ شويبله وزير المالية الاتحادي.
- 29 أكتوبر – يوليا كلوكنر سكرتير برلماني في ألمانيا [الإنجليزية]‏.

### انتهاء فترة المنصب
- 1 يناير – كريستيان ليندنر عضو مجلس الشورى الموحد شمال الراين وستفاليا.
- 10 فبراير – مايكل غلوس وزير اتحادي  [لغات أخرى]‏.
- 27 أكتوبر – أنغيلا ميركل عضو في البوندستاغ الألماني.
- 27 أكتوبر – أولاف شولتس عضو في البوندستاغ الألماني،الوزارة الاتحادية للعمل والشؤون الاجتماعية.
- 27 أكتوبر – باربرا هندريكس عضو في البوندستاغ الألماني.
- 27 أكتوبر – بريغيته تسيبريس عضو في البوندستاغ الألماني.
- 27 أكتوبر – زيغمار غابرييل عضو في البوندستاغ الألماني،وزير اتحادي  [لغات أخرى]‏.
- 27 أكتوبر – فرانس جوزف يونغ عضو في البوندستاغ الألماني،وزير الدفاع الألماني.
- 27 أكتوبر – كاترين غورنغ إيكارت عضو في البوندستاغ الألماني.
- 27 أكتوبر – كارل تيودور تسو غوتنبرغ عضو في البوندستاغ الألماني،وزير اتحادي  [لغات أخرى]‏.
- 27 أكتوبر – هانز بيتر فريدرش عضو في البوندستاغ الألماني.
- 27 أكتوبر – هوبرتوس هايل عضو في البوندستاغ الألماني.
- 28 أكتوبر – أورسولا فون دير لاين وزير اتحادي  [لغات أخرى]‏،وزير اتحادي  [لغات أخرى]‏.
- 28 أكتوبر – بيير شتاينبروك وزير المالية الاتحادي.
- 28 أكتوبر – توماس دي ميزير الوزير الاتحادي للشؤون الخاصة.
- 28 أكتوبر – فرانك-فالتر شتاينماير نائب المستشار (ألمانيا)، وزير الخارجية.
- 28 أكتوبر – فولفغانغ شويبله وزير الداخلية الاتحادي.
- 13 نوفمبر – فرانتس مونتيفيرينغ رئيس الحزب الديمقراطي الاجتماعي الألماني ‏.

## رياضة
- 12 يوليو – جائزة ألمانيا الكبرى 2009 الفائز مارك ويبر.
- 16 أغسطس – طواف فاتينفول 2009

## أفلام
من الأفلام التي صدرت هذه السنة في ألمانيا:
- 1 يناير – أوغاد مجهولون من إخراج إيلي روث، كوينتن تارانتينو.
- 1 يناير – الأرض من إخراج Mark Linfield [الإنجليزية]‏، ألاستيير فوثرغل.
- 1 يناير – الدولي من إخراج توم تيكوير.
- 1 يناير – السيد لا أحد من إخراج جاكو فان دورميل.
- 1 يناير – العزة والمجد من إخراج غافين أوكونور.
- 1 يناير – القارئ من إخراج ستيفن دالدري.
- 1 يناير – باندورم من إخراج Christian Alvart [الإنجليزية]‏.
- 1 يناير – تولبان من إخراج Sergey Dvortsevoy [الإنجليزية]‏.
- 1 يناير – حيث تكون الأشياء البرية من إخراج سبايك جونز.
- 1 يناير – عجمي من إخراج إسكندر قبطي، يارون شاني.
- 1 يناير – عينان مفتوحتان من إخراج Haim Tabakman  [لغات أخرى]‏.
- 1 يناير – فالكيري من إخراج براين سينجر.
- 1 يناير – قاتل النينجا من إخراج James McTeigue [الإنجليزية]‏.
- 1 يناير – كل يوم عيد
- 1 يناير – لبنان من إخراج صاموئيل معاذ.
- 1 يناير – هدف 3 من إخراج Andy Morahan [الإنجليزية]‏.
- 1 يناير – هو ليس معجبا بك فحسب من إخراج كين كوابيس.
- 7 فبراير – جون رابي من إخراج فلوريان جالينبيرجير.
- 23 فبراير – أمير جوتلاند من إخراج غابرييل أكسل.
- 18 مايو – ضد المسيح من إخراج لارس فون ترايير.
- 21 مايو – الشريط الأبيض من إخراج مايكل هاينيكي.
- 21 مايو – تيرميناتور: الخلاص من إخراج ماك جي.
- 24 يوليو – اليتيمة من إخراج جومي كوليت سيرا.
- 12 ديسمبر – غران تورينو من إخراج كلينت إيستوود.
- 24 ديسمبر – شرلوك هولمز من إخراج غاي ريتشي.

## برامج ومسلسلات وأنمي
- الحب الممنوع

## وفيات

### مارس
- 24 مارس – هانز كلينك (مواليد 1919)

### مايو
- 5 مايو – كارولا ليبنج (مواليد 1921) مؤلفة ألمانية.
- 10 مايو – بول مولر (مواليد 1924) رياضياتي ألماني.

### يونيو
- 20 يونيو – رالف هيرشمان (مواليد 1922)
- 24 يونيو – هانز ليبمان (مواليد 1914) مهندس أمريكي.
- 29 يونيو – اروين شوبر (مواليد 1909) فيزيائي ألماني.
- 30 يونيو – بينا باوش (مواليد 1940)

### يوليو
- 15 يوليو – أبراهام أحيتوف (مواليد 1930) عسكري ألماني.

### أغسطس
- 4 أغسطس – فرانز مولر (مواليد 1950)

### أكتوبر
- 2 أكتوبر – رولف روسمان (مواليد 1950) لاعب كرة قدم ألماني.

### نوفمبر
- 10 نوفمبر – روبرت إنكه (مواليد 1977) لاعب كرة قدم ألماني.

### ديسمبر
- 5 ديسمبر – أوتو غراف لامبسدورف (مواليد 1926) سياسي ألماني.
- 21 ديسمبر – إريك تروكنبرودت (مواليد 1917) فيزيائي ألماني.